# Катрін Бежен
Катрін Беген (фр. Catherine Bégin) — канадська актриса.
Народилася в Буа-Коломбі (Франція) 22 квітня 1939. Її батьки, батько Люсьєн Бежен (1895–1964), звукорежисер, родом з Левайс, області Квебека, і мати — Марі-Луїза Ван Гавр (1906–1967), бельгійка за походженням, одружилися в Римі другого березня 1935. 22 квітня 1939, у них народилася дочка, Катрін. Катрін Бежен закінчила консерваторію драматичного мистецтва Монреаля, в 1959 році. Дебютувала на телебаченні в серіалі «Піщаний берег» в 1960 році. Катрін Бежен — член Ради директорів Спілки акторів, Президент Союзу акторів Квебека, Президент театральної академії Квебека. За останні 20 років кар'єри, вона виховала цілу когорту молодих акторів. Російському глядачеві знайома по фільму «І все ж Лоранс», Ксав'є Долана, а також по скандальній картині «Мучениці», Паскаля Лож'є, де вона виконала роль Мадемуазель. 
Катрін Бежен померла в неділі, 29 грудня 2013 в Монреалі, після нетривалої хвороби.

## Театр
- 2005: Jouliks
- 2012: Христина, королева-хлопчик — дуже стара королева-мати

## Нагороди та премії
Премія «Prix Victor-Morin», 1998, Квебек, Канада. Премія «Masques», 2001 (номінація), 2005 — Найкраща актриса, спектакль «Jouliks», 2007, Квебек, Канада.